# Bogdan Olteanu
Bogdan Olteanu (ur. 29 października 1971 w Bukareszcie) – rumuński prawnik i polityk, w latach 2006–2008 przewodniczący Izby Deputowanych, wiceprezes Narodowego Banku Rumunii.

## Życiorys
W 1997 ukończył studia prawnicze na Uniwersytecie Bukareszteńskim. W tym samym roku pracował w administracji rządowej jako doradca w resorcie przemysłu i handlu. W 1998 rozpoczął prowadzenie własnej praktyki adwokackiej, był również konsultantem kompanii RATMIL.
W 1991 wstąpił do Partii Narodowo-Liberalnej. Od 1993 do 1996 pełnił funkcję sekretarza generalnego organizacji studenckiej liberałów. W 2004 i w 2008 wybierany na posła do Izby Deputowanych. Od grudnia 2004 do marca 2006 był ministrem delegowanym w rządzie Călina Popescu-Tăriceanu odpowiedzialnym za kontakty z parlamentem. Następnie do grudnia 2008 pełnił funkcję przewodniczącego niższej izby rumuńskiego parlamentu.
W październiku 2009 powołany na wiceprezesa rumuńskiego banku centralnego. W związku z tym złożył mandat poselski i zrezygnował z członkostwa w PNL. Funkcję tę pełnił do sierpnia 2016.